# U hájenky
U hájenky este o arie protejată (arie specială de conservare — SAC, sit de importanță comunitară — SCI) din Republica Cehă întinsă pe o suprafață de 6,3 ha, integral pe uscat.

## Localizare
Centrul sitului U hájenky este situat la coordonatele 50°03′57″N 12°51′51″E / 50.065833°N 12.864167°E.

## Înființare
Situl U hájenky a fost declarat sit de importanță comunitară în noiembrie 2009 pentru a proteja 1 specie de animale. Situl a fost protejat și ca arie specială de conservare în iulie 2012.

## Biodiversitate
Situată în ecoregiunea continentală, aria protejată nu include niciun habitat protejat.
La baza desemnării sitului se află o specie protejată de  nevertebrate: fluturele auriu (Euphydryas aurinia).